# Penteleu
Penteleu o Cașcaval de Penteleu és el nom d'un formatge romanès elaborat amb llet d'ovella, originari de la regió de les muntanyes de Buzău. S'elabora amb el mateix procés que el caşcaval, i es pot consumir com a formatge de taula o es pot utilitzar per complementar plats tradicionals romanesos com la mamaliga.